# Bernhard Koerner

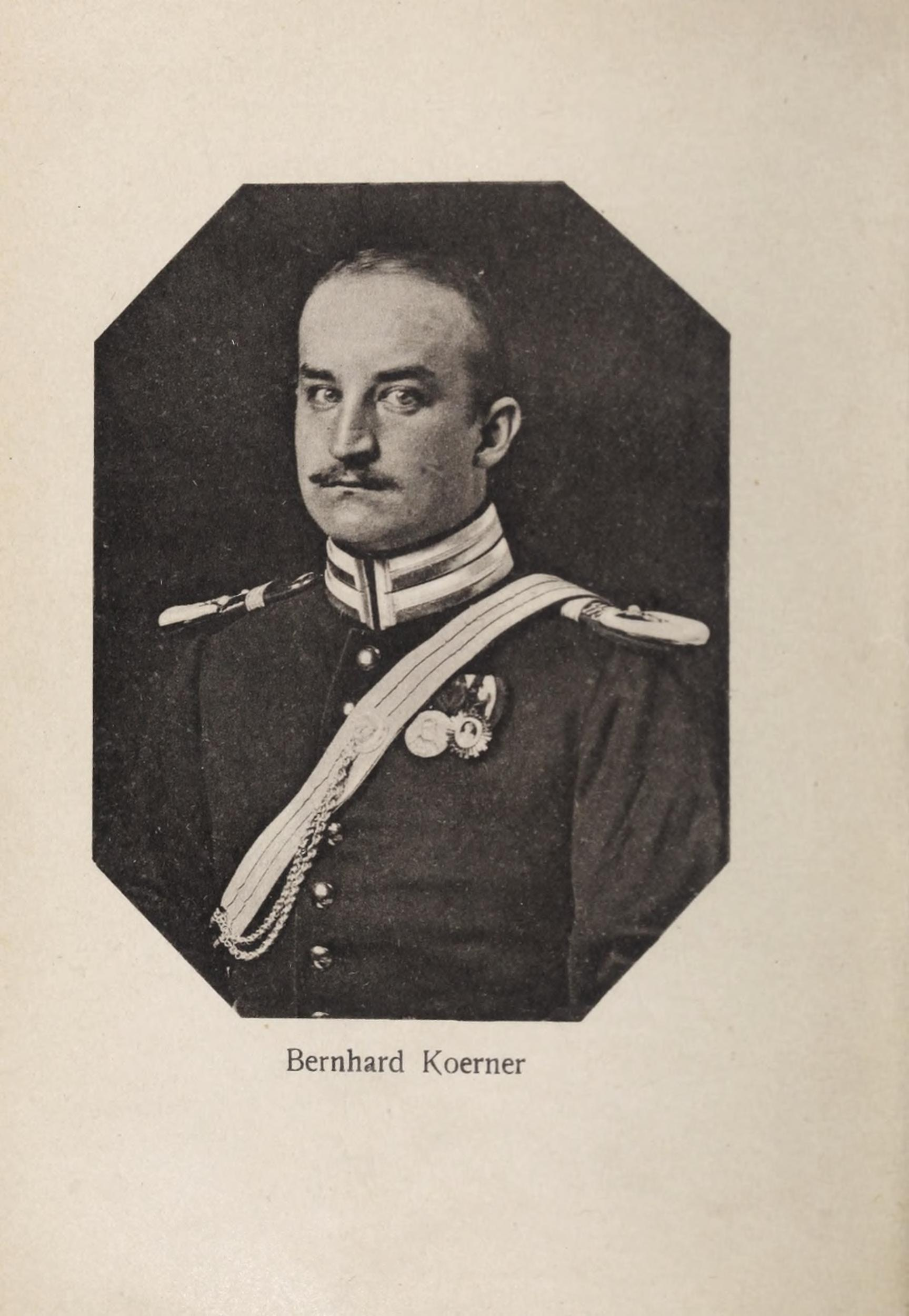
Bernhard Koerner (1875–1952)

Bernhard Koerner (* 23. Juli 1875 in Berlin; † 1. Oktober 1952 in Wiedensahl) war ein deutscher Jurist, Genealoge und völkisch-antisemitischer Politiker. Er war rund 50 Jahre lang Herausgeber des im Starke Verlag erscheinenden Genealogischen Handbuchs Bürgerlicher Familien. Als Abgeordneter der Deutschvölkischen Freiheitspartei (DVFP) war er von 1924 bis 1928 Mitglied des Preußischen Landtages.

## Leben
Sein Vater war der Landschafts- und Marinemaler Ernst Koerner. Bernhard Koerners Interesse galt früh der Genealogie. Nach dem Studium der Rechte und der Promotion zum Dr. jur. beschäftigte er sich noch vor seinem Eintritt 1903 in das königlich-preußische Heroldsamt mit genealogischen Studien. Schon 1896 trat er in das Redaktionskomitee des 1889 gegründeten Genealogischen Handbuchs bürgerlicher Familien ein und wurde 1898 dessen Herausgeber. Dieses Amt übte er bis zum Ende des Zweiten Weltkrieges ununterbrochen aus. Schon im Genealogischen Handbuch von 1901 veröffentlichte er im Vorwort eine lange Liste „geadelter Judenfamilien“, was er mit der Notwendigkeit begründete, den „jüdischen Adel“ von dem der „arischen Abstammung“ vorsorglich zu unterscheiden. Er war es auch, der für das Genealogische Handbuch bürgerlicher Familien den Grundsatz einführte, dass nur „Arier“ aufgenommen wurden; eventuelle Juden unter deren Vorfahren wurden markiert.
Von 1903 bis 1918 war er für das königlich-preußische Heroldsamt tätig. 1904 war er Gründer der Ortsgruppe Berlin des familienkundlichen Vereins „Roland“ zu Dresden. Da dieser Verein nicht gewillt war, ein „arisches Blutsbekenntnis“ zur Voraussetzung für eine Mitgliedschaft zu machen, spaltete Koerner 1913 die genealogische Gemeinschaft „Deutscher Roland“ als „Verein für deutsch-völkische Sippenkunde zu Berlin“ von dem Dresdener Verein ab.

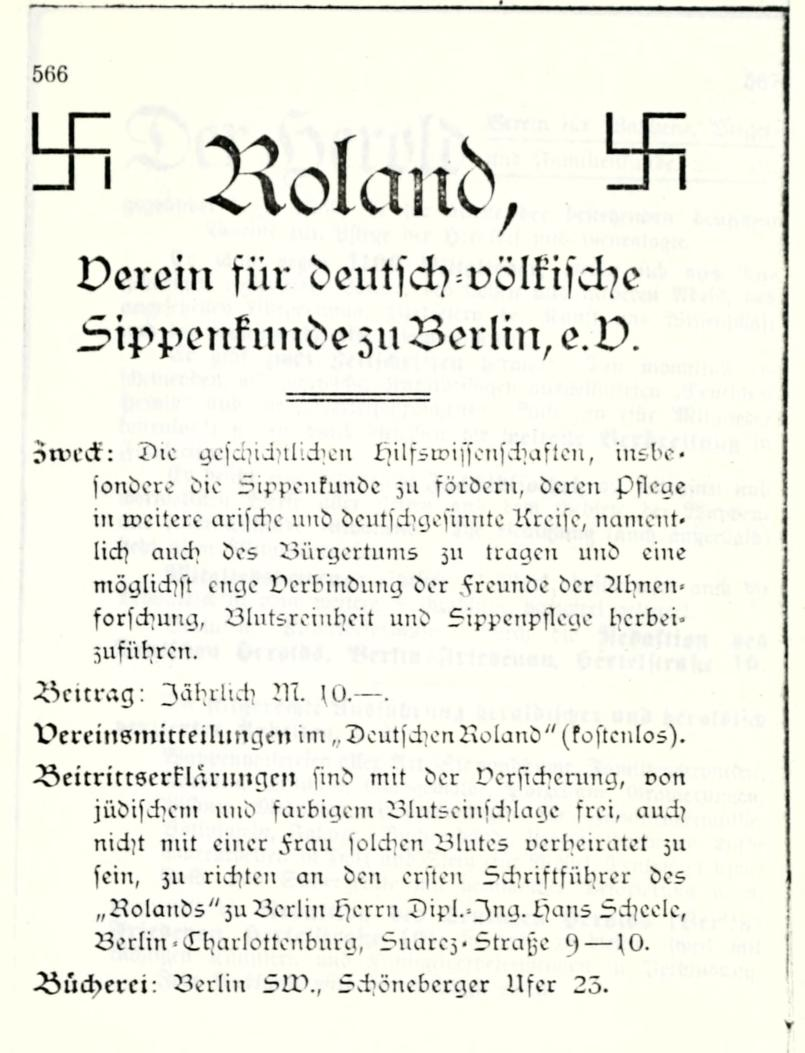
Anzeige für den Verein „Deutscher Roland“ im 32. Band des Deutschen Geschlechterbuchs, 1920, S. 566

1905 war Koerner beteiligt, als Alfred Ploetz in Berlin die „Gesellschaft für Rassenhygiene“ gründete.
Am Ersten Weltkrieg nahm Koerner aktiv teil, wurde aber 1918 wegen Krankheit aus der kämpfenden Truppe entlassen. Das Ende des Ersten Weltkriegs bezeichnete er schon Weihnachten 1918 als das „Ende der Fürsten-, Beginn der Judenherrschaft“ und machte sich die Parole „Arier aller Länder vereinigt Euch!“ zu eigen.  Auch forderte er schon 1919, „nur geistig und leiblich wohlgeartete Menschen sollten das Recht zur Zeugung besitzen“. Im selben Jahr ließ er sich vom Germanenorden zum „Sippenwahrer“ wählen.
Seit 1920 nutzte er die Vorworte der einzelnen Bände des Deutschen Geschlechterbuchs regelmäßig, um völkische, antisemitische und rassistische Überzeugungen auszudrücken; so schrieb er zum Beispiel im Vorwort des Hessischen Geschlechterbuchs: 

„Unter [sic] den Männern, die in klarer Erkenntnis der kommenden Dinge schon vor Jahren zu bestimmten Fragen Stellung genommen haben, gehört der verstorbene Begründer und Führer des  Deutschbundes Friedrich Lange. […] Solange jüdische Gewalthaber […] Deutschland tyrannisieren konnten, war an ein Auf-sich-Besinnen der Weißen Rasse nicht zu denken. Viele von ihnen sympatisieren [sic] mit den jüdischen Massenschlächtern europäischen Blutes in Rußland […]. Wir haben Behörden über Behörden bekommen […], es fehlt aber ein Reichs-Sippenamt.“

Ab 1920 versah Koerner die Schmutztitel des Deutschen Geschlechterbuches und seine Werbung für den Deutschen Roland mit Hakenkreuzen. Ende 1920 wurde er Vorsitzender des von Reinhold Wulle, Richard Kunze und Arnold Ruge gegründeten Deutschvölkischen Arbeitsrings Berlin, ein Konkurrenzunternehmen zum Deutschvölkischen Schutz- und Trutzbund. In dieser Funktion agitierte Koerner zusammen mit dem Hauptgeschäftsführer Major a. D. Voigt gegen Gertzlaff von Hertzberg und Alfred Roth, und behauptete, der Schutz- und Trutzbund sei freimaurerisch-jesuitisch beeinflusst.
Anfang der 1920er Jahre lieferte er sich eine erbitterte öffentliche Auseinandersetzung mit anderen Genealogen.
Von 1920 bis 1925 war Koerner im preußischen Justizministerium und danach bis 1933 beim Oberpräsidenten der Provinz Brandenburg beschäftigt. Im Dezember 1924 wurde er für die Deutschvölkische Freiheitspartei als Abgeordneter in den Preußischen Landtag gewählt, dem er bis 1928 angehörte. Die nationalsozialistische Machtübernahme erlebte er im preußischen Innenministerium, wo er bis 1937 tätig war. Zum 1. Mai 1933 trat er in die NSDAP ein (Mitgliedsnummer 3.044.016). Ab 1937 war er in der Präsidialkanzlei des Führers und Reichskanzlers für die Verleihung von Titeln und Orden zuständig.
Nach dem Zweiten Weltkrieg, in dessen Verlauf sein Haus in Berlin zerstört wurde, fand er nach jahrelangem Umherirren eine Zuflucht in Wiedensahl, einem Flecken im Schaumburger Land, seiner letzten Heimat.
Seit 1893 war er Mitglied des Corps Guestphalia Heidelberg.